# فرناندو دي جيسوس ريبيرو
فرناندو دي جيسوس ريبيرو هو لاعب كرة قدم برازيلي في مركز حراسة المرمى، ولد في 7 يوليو 1984 في البرازيل. لعب مع نادي استقلال خوزستان.

## وصلات خارجية
- فرناندو دي جيسوس ريبيرو على موقع قاعدة بيانات كرة القدم.إي يو (الإنجليزية)
- فرناندو دي جيسوس ريبيرو على موقع Soccerway.com (الإنجليزية)